# In Fact
「In Fact」（イン・ファクト）は、KAT-TUNの22作目のシングル曲。2014年6月4日にJ Stormから発売された。

## 概要
KAT-TUNが4人となってから初のシングル曲。初回限定盤・通常盤初回プレス仕様・通常盤の3形態で発売。
「In Fact」はメンバーの中丸雄一が出演するフジテレビ系土ドラ『ファースト・クラス』の主題歌である。ラップ担当では、1番は田口と上田、2番は亀梨と中丸が担当している。初回限定盤・通常盤に収録されている「Believe In Myself」は、日本テレビ系プロ野球中継『Dramatic Game 1844』のイメージソング、日本テレビ『Going!Sports&News』のテーマソングである。

## 収録曲

### CD

#### 通常盤・初回限定盤
※「Birds」以降、通常盤のみ収録。
1. In Fact
作詞：miyakei・KAHLUA、作曲：pinkcastar・TKMZ、編曲：TKMZ・DREADSTORE COWBOY
  - 中丸雄一出演 フジテレビ系土ドラ『ファースト・クラス』主題歌
2. Believe In Myself
作詞・作曲：Laika Leon、編曲：Eiji Kawai
  - 日本テレビ系プロ野球中継『Dramatic Game 1844』イメージソング
  - 日本テレビ系『Going!Sports&News』テーマソング
3. Birds
作詞：イワツボコーダイ、作曲：イワツボコーダイ・Kinboom、編曲：Kinboom
4. In Fact（オリジナル・カラオケ）
5. Believe In Myself（オリジナル・カラオケ）
6. Birds（オリジナル・カラオケ）

#### 通常盤初回プレス仕様
1. In Fact
2. MY SECRET
作詞：FOREST YOUNG、作曲：STEVEN LEE・Sebastian Thott・Didrik Thott、編曲：Sebastian Thott・Billy Marx Jr.
3. BLACK
作詞：25→graffiti、作曲：DAICHI・KAY、編曲：KAY
4. DANGEROUS
作詞：RUCCA、作曲：TAKAROT・Didrik Thott・Carl Björsell、編曲：TAKAROT
5. MY SECRET（オリジナル・カラオケ）
6. BLACK（オリジナル・カラオケ）
7. DANGEROUS（オリジナル・カラオケ）

### DVD
※初回限定盤のみ
1. 「In Fact」ビデオクリップ+メイキング
2. スペシャル映像

## テレビ出演
BLACK
- 『ザ少年倶楽部プレミアム』（2015年2月18日、NHK BSプレミアム）
テレビ 初披露